# Луковець (струмок)
Луковець — струмок  в Україні, у  Верховинському районі Івано-Франківської області, правий доплив  Пробійни (басейн Дунаю).

## Опис
Довжина струмка приблизно  4 км. Формується з багатьох безіменних струмків. 

## Розташування
Бере  початок на північному сході від гори Похрептини. Тече переважно на північний схід і на заході від села Пробійнівка впадає у річку Пробійну, ліву притоку Білого Черемошу.